# 2010년~2012년 알제리 시위

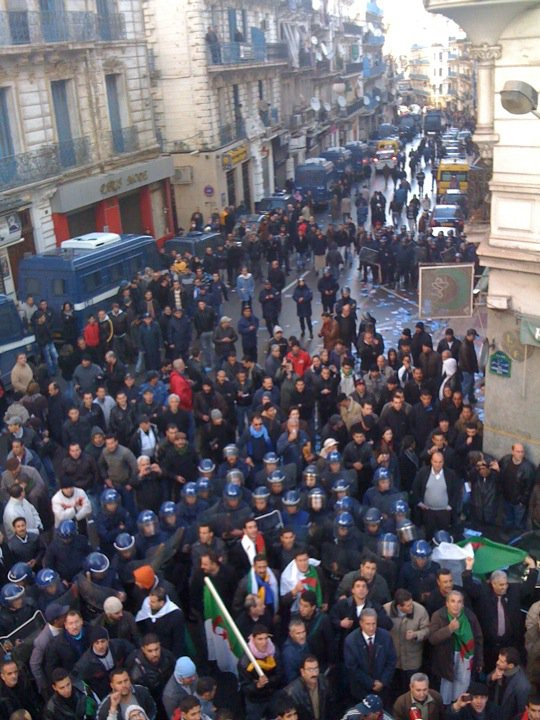
알제에서 문화민주연합 (RCD) 에 의해 조직된 반정부 시위.

2010 ~ 2012년 알제리 반정부 시위는 알제리에서 2010년 12월부터 현재까지 진행 중인 반정부 시위와 그에 따른 사건의 총칭이다. 강권적 지배를 강화 해온 알제리 대통령 압델아지즈 부테플리카에 대한 반발이, 튀니지에서 벌어진 벤 알리의 장기 독재 정권을 붕괴시킨 튀니지 혁명에 촉발되었다고 판단되었으며, 또한 이집트에서 2011년 이집트 혁명으로 호스니 무바라크 정권이 붕괴되자 그 기세가 더해졌다.

## 같이 보기
- 아랍의 봄